# Путеводитель по оркестру для юных слушателей
«Путеводитель по оркестру для юных слушателей. Вариации и фуга на тему Пёрселла» (англ. The Young Person’s Guide to the Orchestra: Variations and Fugue on a Theme of Henry Purcell) — музыкальное произведение для симфонического оркестра, написанное английским композитором Бенджамином Бриттеном в 1945 году для документального фильма М. Матисона «Инструменты оркестра»; саундтрек к этому фильму записал Лондонский симфонический оркестр под управлением Малколма Сарджента. В концерте сочинение впервые прозвучало под его же управлением в исполнении Ливерпульского филармонического оркестра в 1946 году. По словам самого композитора, произведение «с любовью посвящено детям Джона и Джин Мод: Хамфри, Памеле, Кэролайн и Вирджинии, для их назидания и развлечения».
Вместе с «Карнавалом животных» Сен-Санса и симфонической сказкой «Петя и Волк» Прокофьева «Путеводитель» является одним из самых популярных обучающих музыкальных произведений для детей, а также считается одним из самых известных произведений Бриттена.

## Инструментовка
Состав симфонического оркестра для исполнения «Путеводителя по оркестру для юных слушателей»:
Деревянные духовые инструменты: флейта-пикколо, две флейты, два гобоя, два кларнета в строе си-бемоль (in B) и строе ля (in А), два фагота;
Медные: четыре валторны в строе фа (in F), две трубы в строе до (in C), три тромбона (два тенора и один бас), туба;
Ударные: литавры, большой барабан, тарелки, бубен, треугольник, малый барабан, коробочка, ксилофон, кастаньеты, тамтам (гонг), хлопушка;
Струнные: арфа, первая и вторая скрипки, альт, виолончель, контрабас.

## Структура
Произведение основано на теме «Рондо» из музыки Генри Пёрселла к пьесе А. Бен «Абделазар» и структурировано в соответствии с планом оригинального документального фильма, демонстрируя богатство тональных различий и музыкальных особенностей инструментов разных групп оркестра.
Изначально во вступлении музыкальная тема играется всем оркестром, а потом каждой основной инструментальной группой: сначала деревянные духовые, затем медные, за ними струнные и наконец ударные. Последующие вариации представляют собой более «углубленое» знакомство с определённым инструментом оркестра; мелодия, как правило, «спускается» по всем инструментам каждой группы от высокой тональности к более низкой (порядок групп немного отличается от вступления). Так, например, первая вариация представляет флейту-пикколо и флейты, далее каждый инструмент группы деревянных духовых инструментов представлен своей вариацией и заканчивается вариацией фагота; и так далее, через струнные, медь и, наконец, ударные.
Таким образом, после того, как весь оркестр был практически «разобран», он снова объединяется в оригинальной фуге, которая начинается с флейты-пикколо, а затем по очереди вступают все деревянные духовые инструменты, струнные, медные духовые и ударные. После того как все вступили, медные вновь исполняют (с ударом по тамтаму) оригинальную мелодию Пёрселла.
Части произведения и инструменты представлены в следующих вариациях:
Theme
Allegro maestoso e largamente
Tutti (полный состав оркестра), деревянные духовые, медные духовые, струнные и затем ударные
Variation A
Presto
Флейты и флейта-пикколо
Variation B
Lento
Гобои
Variation C
Moderato
Кларнеты
Variation D
Allegro alla marcia
Фаготы
Variation E
Brillante: alla polacca
Скрипки
Variation F
Meno mosso
Альты
Variation G
Lusingando
Виолончели
Variation H
Cominciando lento ma poco a poco accel. al Allegro
Контрабасы
Variation I
Maestoso
Арфа
Variation J
L’istesso tempo
Валторны
Variation K
Vivace
Трубы
Variation L
Allegro pomposo
Тромбоны и туба
Variation M
Moderato
Ударные (Литавры; Бас-барабан и тарелки; Бубен и треугольник; Малый барабан и коробочка; Ксилофон; Кастаньеты и Тамтам; Хлопушка; ударные tutti)
Fugue

Allegro molto

## Словесные комментарии
Изначально музыка писалась для документального фильма «Инструменты оркестра». Автором были предусмотрены словесные комментарии — краткие рассказы о каждом инструменте — написанные другом Бриттена, либреттистом оперы «Питер Граймс» Монтегю Слейтером.
Комментарии для концертной версии написал Эрик Крозье, продюсер первой постановки оперы Бриттена «Питер Граймс», и иногда во время исполнения текст озвучивает дирижёр или же отдельный чтец. Композитор также аранжировал версию и без комментариев. Такая версия записывалась намного чаще. Комментарии часто изменяются от записи к записи.
Новые комментарии были написаны Саймоном Баттерисом для фестиваля в Альдебурге и прозвучали в прямом эфире при исполнении произведения симфоническим оркестром BBC во время празднования столетия со дня рождения Бриттена в 2013 году.
Американский писатель, актёр и юморист Джон Ходжман написал новые комментарии к «Путеводителю по оркестру для юных слушателей» в 2015 году для серии выступлений с Бостонским оркестром популярной музыки.